# Bananplante
Bananplanten (Musa x paradisiaca) er en staude, men da den når så store dimensioner kaldes den ofte for et træ. Bananerne er i virkeligheden bær, som (i vild tilstand) rummer mange, store frø.

## Beskrivelse
Planten danner en kompakt stamme, som består af de overlappende bladskeder. Bladene er helrandede og oprette til overhængende med lysegrøn overside og blågrøn underside. Blomsterstanden er opret, og først når frugternes vægt er stor nok begynder  klasen at hænge. Bananerne er uægte bær, som (i vild tilstand) rummer mange, store frø.
Planten har en kraftig rodstok, som bærer det trævlede rodsystem og de oprette, bladbærende skud. 
Højde x bredde og årlig tilvækst: 5 x 3 m (500 x 150 cm/år).

## Hjemsted
Den dyrkede banan er en hybrid og har derfor ikke noget hjemsted. Men begge forældrearterne hører hjemme i de tropiske regnskove i Sydøstasien.
Forskere mener, at bananer blev dyrket af mennesker for mere end 7.000 år siden på Ny Guinea.

## Indholdsstoffer
Alle dele indeholder mælkesaft og slimstoffer.